# Смольная улица (Москва)
Смо́льная у́лица — улица в Северном административном округе города Москвы на территории Головинского и Левобережного районов. Проходит от Кронштадтского бульвара до Прибрежного проезда. Нумерация домов ведётся от Кронштадтского бульвара. Улица отличается тем, что имеет разрыв, делящий её на два неравных отрезка.

## Происхождение названия
Название дано улице в 1964 году в честь Смольного института благородных девиц (1764—1917) в Санкт-Петербурге, известного позже как просто Смольный — штаба Октябрьской революции, места расположения Ленсовета, горкома ВКП(б)/КПСС (1917—1991), резиденции мэра и губернатора Санкт-Петербурга (с 1991 года)
До 1964 года в процессе строительства носила название Проектируемый проезд № 1552.

## Описание
Улица начинается на территории Головинского района от пересечения с Кронштадтским бульваром (между домами № 33 и 35) и заканчивается на территории Левобережного района пересечением с Прибрежным проездом (между домами № 7 и 9). Общее направление улицы — с юго-юго-востока на северо-северо-запад. Примыкания слева и справа идентичны друг другу:
- Кронштадтский бульвар
- Флотская улица
- Фестивальная улица
- Беломорская улица
- Прибрежный проезд

Улица имеет разрыв в 800 метров (застройка в восточной части Парка Дружбы).

### Первый отрезок
Длина — 900 метров. Начинается на территории Головинского района от пересечения с Кронштадтским бульваром (между домами № 33 и 35) и заканчивается пересечением с Флотской улицей (между домами № 38 и 40).
На всём своём протяжении отрезок имеет две полосы автомобильного движения — одну в область и одну в центр (только для общественного транспорта). Отрезок оборудован пешеходными тротуарами: по нечётной стороне — полностью, по чётной — только в начале и конце. Светофоры на отрезке отсутствуют, четыре нерегулируемых пешеходных перехода.
Дома № 1—25 и 2—14.

#### Общественный транспорт
- Автобусные маршруты № 594, 698[3]
- Станции метро:
  - «Водный стадион» — в 1000 метров от начала отрезка
  - «Речной вокзал» — в 1100 метрах от конца отрезка
  - «Беломорская» — на пересечении с Беломорской улицей

### Второй отрезок
Длина — 2000 метров. Начинается на границе районов «Левобережный» и «Ховрино» от пересечения с Фестивальной улицей (между домами № 45 и 47) и заканчивается пересечением с Прибрежным проездом (между домами № 7 и 9).
На участке от начала до пересечения с Беломорской улицей отрезок имеет три полосы автомобильного движения — две в область и одну в центр (только для общественного транспорта), далее и до конца — четыре полосы (по две в каждую сторону, без ограничений). Отрезок с обеих сторон оборудован пешеходными тротуарами на всём протяжении. Имеется три светофора и восемь нерегулируемых пешеходных переходов.
Осевая линия отрезка от начала и до пересечения с Беломорской улицей является границей районов «Левобережный» и «Ховрино», далее улица целиком входит на территорию района «Левобережный».
Между домами № 48 и 50 от улицы отходит безымянный проезд, соединяющий её с Левобережной улицей, этот же проезд (между домами № 65 и 67) соединяет её и Валдайский проезд.
Дома № 29—75 и 20—54.

#### Общественный транспорт
- Автобусные маршруты № т58, 90[4], 138[5], 173[6], 199[7], 270, 400[8], 482[8], 739[9], 958
- Станция метро «Речной вокзал» — в 700 метрах от начала отрезка

## Здания и сооружения

### Нечётная сторона
- № 11/13 — библиотека № 211 от централизованной библиотечной системы № 4
- № 25 — гимназия № 1583
- № 25-а — налоговая инспекция № 43 (САО Москвы)

- № 37-а — средняя школа № 167 им. Л. А. Говорова
- № 47 — наркологическая клиника от Фонда спасения детей и подростков от наркотиков
- № 51 к. 1 — объединённая диспетчерская служба (ОДС) № 1-156 и 986
- № 53 — поликлиника № 108
- № 55 — детская поликлиника № 133
- № 75 — интернат № 96
- № 75 стр. 3 — электроподстанция

### Чётная сторона
- № 2 — ОАО «Дорожный проектно-изыскательский и научно-исследовательский институт ГипроДорНИИ»
- № 4 — АЗС «Лукойл»
- № 6 — ОБ ДПС ГИБДД УВД по САО г. Москвы — 3-е отделение МОТОТРЭР ГИБДД УВД по САО г. Москвы
- № 10 — ГОУ Колледж предпринимательства № 11 (отделение сервиса и сферы услуг, производственное отделение)

- № 20 стр. 2 — электроподстанция
- № 22 — Росбанк (офис «Речной вокзал»)
- № 24-а, -г, -д — торговый комплекс «На Смольной»: северное отделение «Мосэнергосбыта»
- № 26 — ветеринарная клиника «Игуана»
- № 34-б — ПТО ГУП «Мосгоргеотрест»
- № 36 — Российский государственный торгово-экономический университет
- № 36 стр. 1 — электроподстанция
- № 38/19 — Российская медицинская академия последипломного образования (РМАПО)
- № 40 — общежитие РМАПО
- № 42 — ОВД района «Левобережный»
- № 50 — пожарная часть № 51
- № 50 стр. 3 — электроподстанция
- № 54 — АЗС «МТК»

## В массовом искусстве
Улице посвящена песня группы Крематорий «В доме на улице Смольной». На этой улице с детских лет жил лидер группы Армен Григорян, там некоторое время собиралась и группа.

## Галерея

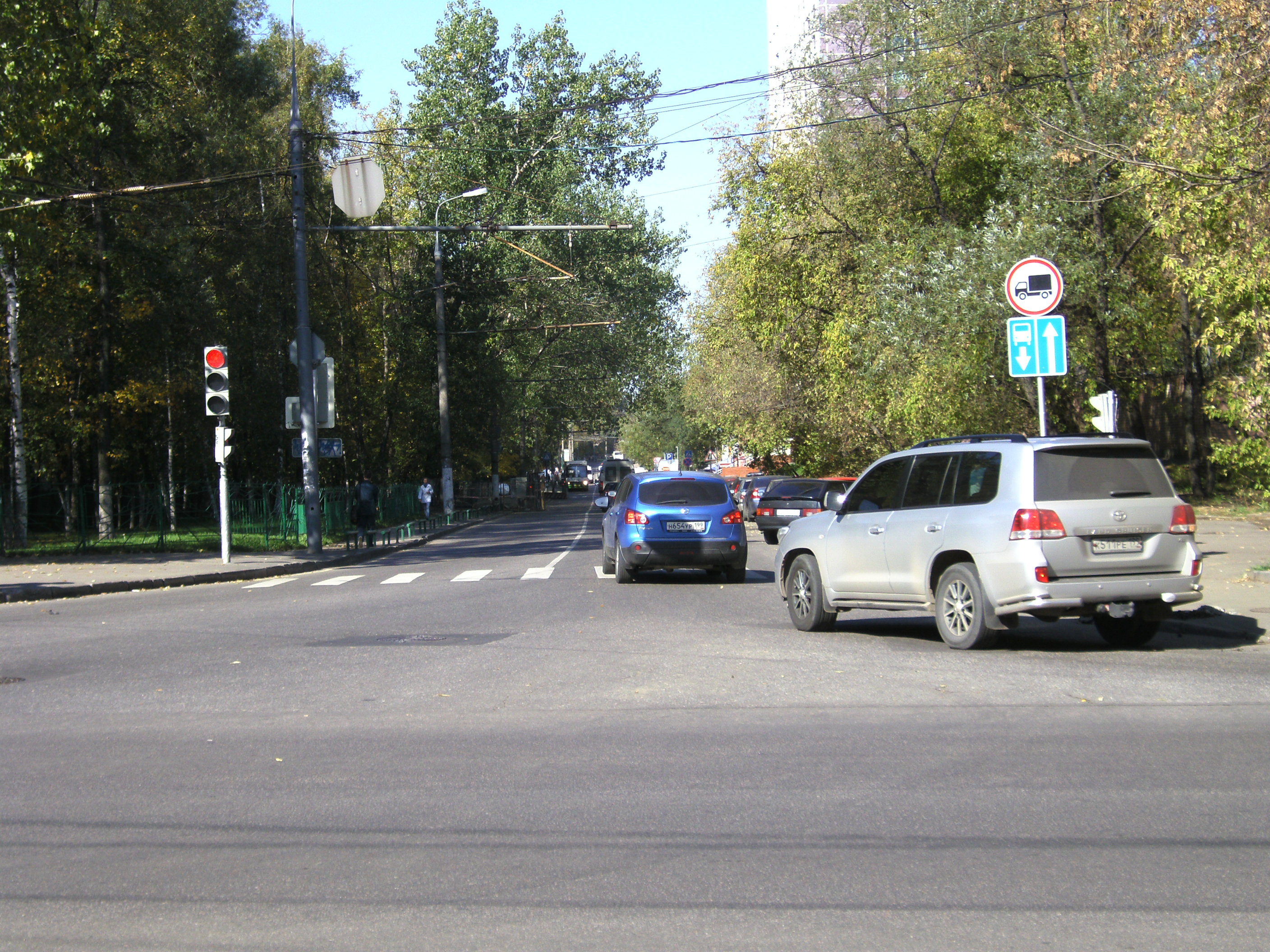
Начало второго отрезка. На переднем плане налево и направо уходит Фестивальная улица
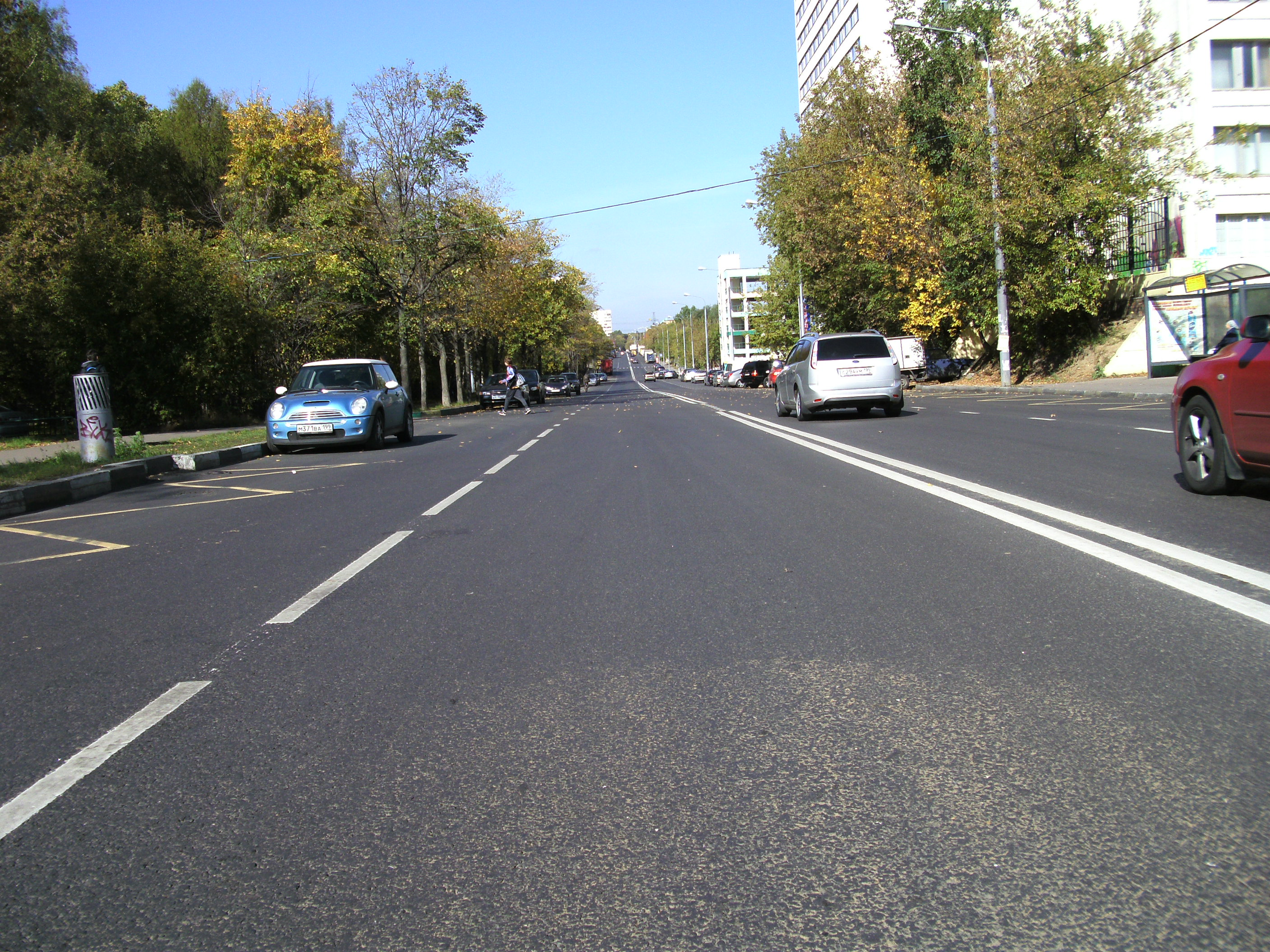
Вид от д. № 38 до конца
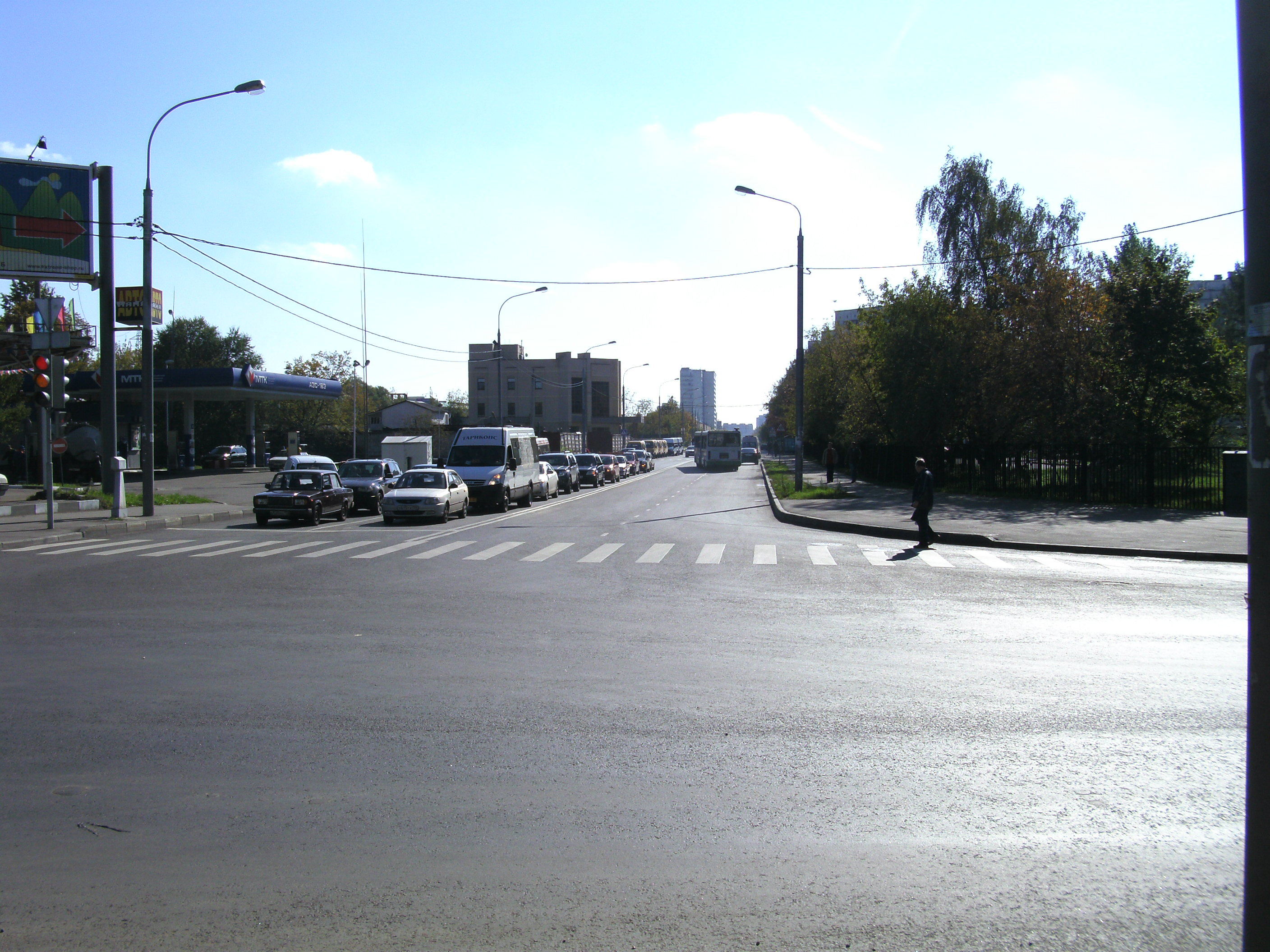
Конец улицы. На переднем плане налево и направо уходит Прибрежный проезд